# Roda Viva
Roda Viva (portugiesisch für ‚Rad des Lebens‘) ist ein brasilianisches Lied von Chico Buarque aus dem Jahr 1967.

## Hintergrund
Chico Buarque schrieb und komponierte das Lied Roda Viva für ein gleichnamiges Musical, das 1968 uraufgeführt wurde und obsessive Fankultur kritisch behandelt. Der Protagonist des Musicals ist der Popstar Benedito Silva, der von seinen Fans in Stücke gerissen und gegessen wird. Dabei wurde dem Publikum Hühnerfleisch gereicht. Daneben wurde durch Soldatendarsteller in Helme uriniert und es gab eine Darstellung von Inzest zwischen Maria und Jesus.
Roda Viva wurde bereits 1967 auf dem Album Chico Buarque de Hollanda - Volume 3 veröffentlicht. Es ist als Samba verfasst und handelt von einem berühmt gewordenen Sänger, der aufgrund der verstreichenden Zeit eine gewisse Sinnlosigkeit verspürt.

## Wirkung
Das Lied erreichte 1967 Platz 45 der brasilianischen Charts. Es gewann den dritten Platz beim dritten Festival da Música Popular Brasileira im Jahr 1967. Der Rolling Stone wertete Roda Viva auf Platz 26 der besten brasilianischen Lieder aller Zeiten.
Die damalige Militärdiktatur Brasiliens (1964–1988) ging gegen das Musical vor, indem die Bühnenausstattung bei einer Aufführung im Teatro Ruth Escobar in São Paulo teilweise durch Mitglieder des Comando de Caça aos Comunistas zerstört wurde und Darsteller angegriffen wurden. Das Stück wurde von der Zensur abgesetzt. Buarque kam wegen des Musicals kurzzeitig in Haft und verließ kurz darauf Brasilien, um vorübergehend nach Italien überzusiedeln.